# Université saxonne de Transylvanie
L'université saxonne de Transylvanie (francisation du latin : universitas saxonum ; en allemand : Sächsische Nationsuniversität ; en hongrois : erdélyi szász univerzitás ; en roumain : Universitatea scaunelor și județelor săsești) était le nom officiel de l'organe administratif de la Fondation royale (Királyföld) et les autres territoires autonomes des Saxons de Transylvanie. Elle est considérée comme créée en 1486,, par une charte du roi Matthias Corvin datée du 6 février,,. Elle s'est poursuivie jusqu'après le Compromis austro-hongrois de 1867 qui supprime la grande-principauté de Transylvanie. Finalement en 1876, l'université se transforme en fiducie d'intérêt public au sein du royaume de Hongrie.

## Contexte
Les Saxons de Transylvanie, l'un des états généraux du royaume de Hongrie au Moyen-Âge, avaient reçu de larges privilèges et libertés par la « franchise d'or » promulguée par le roi André II en 1224. 
Au début du XVe siècle, le recul des droits roumains en Transylvanie place les Valaques orthodoxes en situation de servage : ils se joignent aux jacqueries de Bobâlna en 1437. La répression exercée par les privilégiés aboutit en 1438 à l'exclusion des roumains et à la constitution de l'« Union des trois nations », confédération catholique des nobles hongrois, des Aicules et de Saxons ; 48 ans plus tard, Matthias Corvin, roi de Hongrie, les organise en trois ordres reconnus, appelés « universités ».
Au cours de cette période, un conseil général des Saxons de Transylvanie s'est formé visant à défendre leurs intérêts particuliers face à la noblesse hongroise et aux Sicules. L'université (« ensemble ») de la nation saxonne a été fondée en 1486 : il s'agit d'une part de la représentation politique de la communauté des Saxons et, d'autre part, l'organisation interne de leurs libertés locales.

## Organisation administrative et territoriale

En vert les trois districts et en bleu les neuf sièges saxons de Transylvanie.

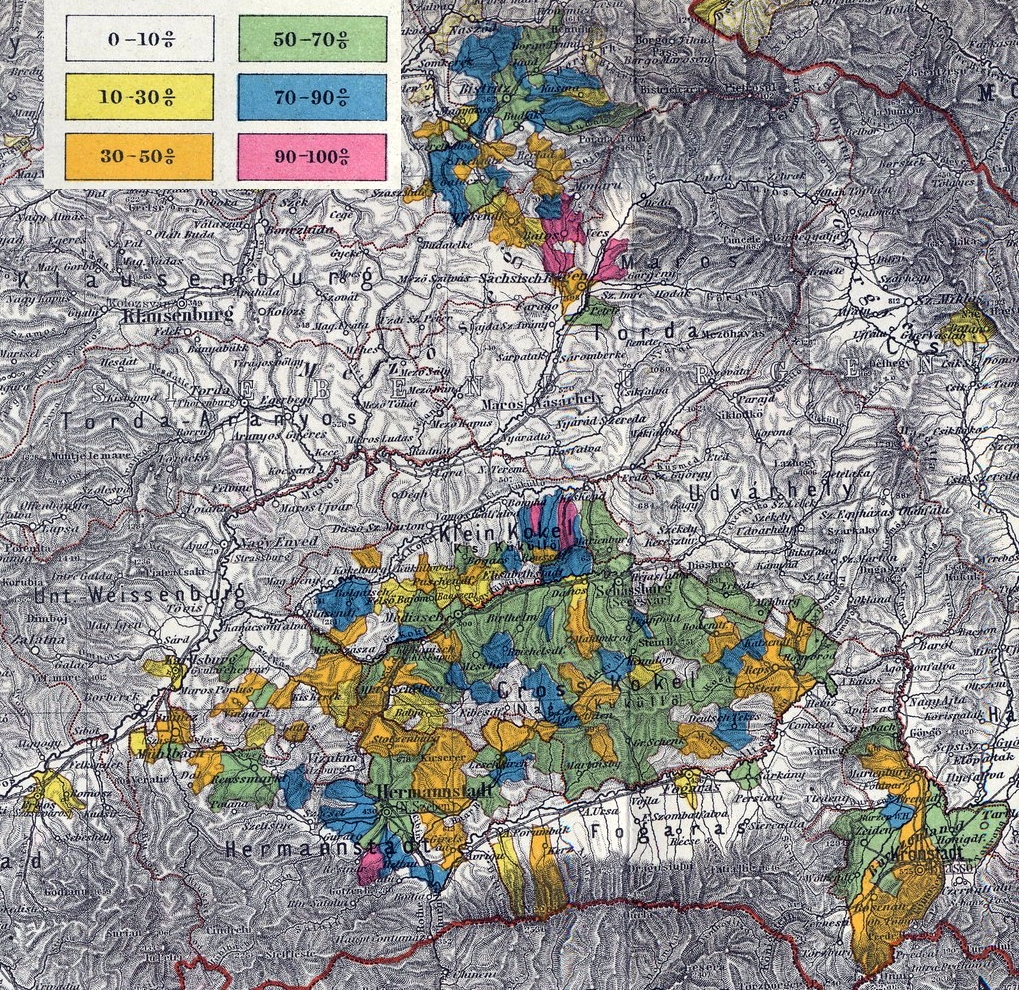
Les territoires saxons de Transylvanie en 1890.

L'Université saxonne de Transylvanie a été créée en 1486 pour regrouper :
- les trois districts saxons (allemand : Gebiete der Siebenbürger Sachsen, en hongrois : Szász vármegyék, en roumain : Județele săsești) :
  - Țara Bârsei-Burzenland autour de Brașov-Kronstadt[9],
  - Țara Chioarului-Kővárvidék autour de la cité homonyme[10]
  - Țara Năsăudului-Nösnerland-Naszód autour de  Bistrița-Bistritz-Beszterce[11] ;
- les sept sièges (allemand : Sieben Stühle) de la Fondation royale autour de Sibiu-Hermannstadt-Nagyszeben : 
  - Orăștie-Broos-Szászváros,
  - Sebeș-Mühlbach,
  - Miercurea-Reußmarkt-Szerdahely,
  - Mediaș-Mediasch-Medgyes,
  - Sighișoara-Schäßburg-Segesvár,
  - Nocrich-Leschkirch-Újegyház,
  - Cincu-Großschenk-Nagysink, ainsi que
  - la capitale Sibiu-Hermannstadt-Nagyszeben.

Ce statut leur permettait de bénéficier d'une représentation et d'une large autonomie politique. Les Saxons élisaient ainsi le Comes Saxonum, juge royal de Sibiu-Hermannstadt et joupan des Saxons transylvains.
L'université saxonne de Transylvanie est considérablement affaiblie en 1784 lors de l'établissement des nouveaux Bezirke par l'empereur Joseph II d'Autriche. Après le Compromis austro-hongrois de 1867 qui supprime la principauté de Transylvanie, des comitats sont créés dans le cadre de la couronne hongroise, dont quelques-uns (notamment Bistritz-Nösnerland, Hermannstadt et Kronstadt) sont d'anciens sièges saxons. 